# 馬場記念公園
馬場記念公園（ばばきねんこうえん）は、富山県富山市に所在する都市公園（総合公園）である。蓮町公園（はすまちこうえん）とも呼ばれている。

## 概要
元々この土地は、北前船の交易で財を成した東岩瀬の廻船問屋馬場家の所有であったが、馬場はるがこの土地を高等学校（旧制）の用地として寄付したことで、1922年4月に同地に富山高等学校となり、戦後の富山大学文理学部を経て、同校の移転後に大蔵財産による空地状態を経て、1971年（昭和46年）3月2日に都市計画が決定し、同年4月1日に公園として整備されたものである。なお、ヘルン文庫の建物は取り壊されている。
1970年（昭和45年）12月から1971年（昭和46年）5月にかけて、鉄筋平屋建ての児童館と子供用の延長130m、幅員2mの円形の高速自転車道、200m2からなる石の山と砂場で構成された子供専用の施設が建設された。
公園内には児童コーナー、沈床園、テニスコート（5面）、パークゴルフ場、北部児童館など存在する。
1980年（昭和55年）の夏、一部住民の要望により少年野球場を整備するため公園内の樹木の伐採が始まったが、後に中止されている。

## アクセス
富山地方鉄道富山港線蓮町（馬場記念公園前）駅が最寄り駅となる。